# 江上青

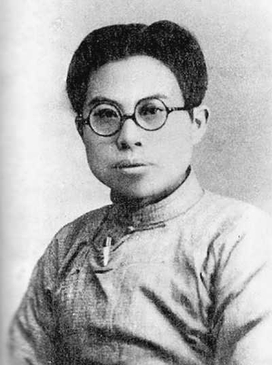
江上青

江上青（1911年4月10日—1939年8月29日），譜名世侯，號玉清，江苏省江都县人，祖籍安徽旌德县，曾任中国共产党皖东北特委委员，暨南大学社會系肄業。前中国最高领导人江澤民的叔父和嗣父。

## 簡表

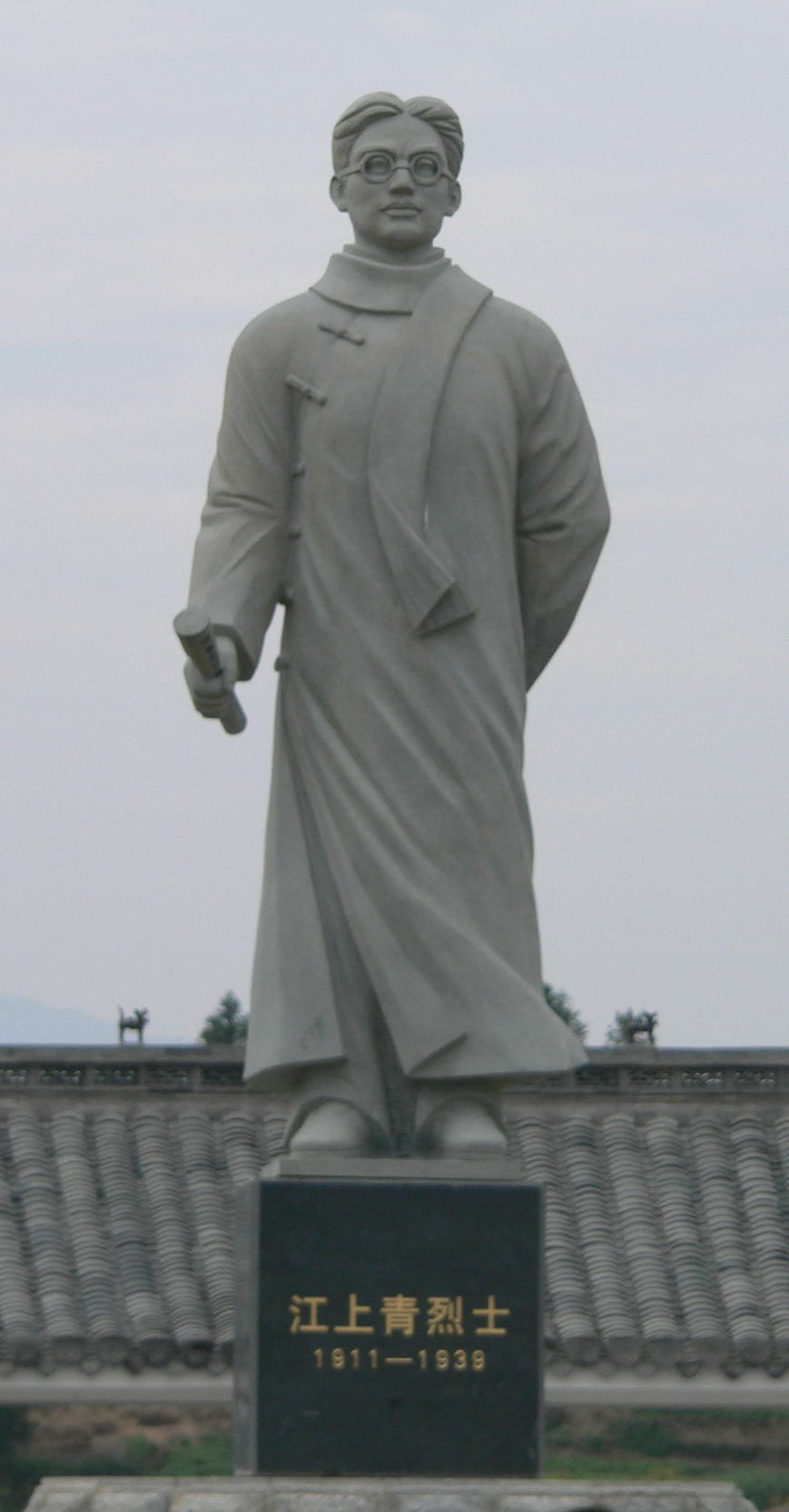
江上青像，位于安徽省旌德县江村

- 1911年出生，是中医江石溪及後妻范氏的兒子之一。
- 1927年，考入南通中学并于同年加入中国共青团。
- 1928年夏，转入扬州中学，此時积极参加革命活动。同年在扬州被捕，关押在苏州监狱，获刑半年。
- 1929年5月，获释。考入上海艺术大学文学系。由父亲依唐代錢起寫作之唐诗名句：“江上数峰青”，改名江上青。后加入中国共产党。同年冬，在上海参加江苏省委会议时被捕，关押在提篮桥监狱。
- 1930年底獲釋。
- 1931年，进入暨南大学社會系学习。
- 1933年后，改號「玉清」，从事革命文化教育工作。
- 1935年，与王者兰结婚，在扬州平民中学任教師。
- 1938年，赴安徽工作，任安徽省第六行政区保安司令盛子瑾督察專員的秘书。並兼職「第五游击纵队司令部政治部主任兼中國共產黨特别支部书记」、「中共皖东北特別委員會委员」、「皖東北抗日軍政幹部學校副校長」、「洪泗政組部第一書記」、「洪泗軍需公署專員兼任第一、二分局長」。
- 1939年8月29日，在泗县遭和盛子瑾有私仇的当地地主武装袭击身亡，遗体被扔进濉河，漂至今江苏省宿迁市泗洪县境。后安葬于八路军、新四军皖东北办事处附近的崔集。中国共产党表彰其為革命烈士。1982年，江上青墓迁葬于泗洪烈士陵园[1]，江泽民请江上青的好友张爱萍题写了“江上青同志之墓”七个字[2]。2001年公布江上青烈士墓为第一批宿迁市文物保护单位（革命纪念地）。

## 嗣子

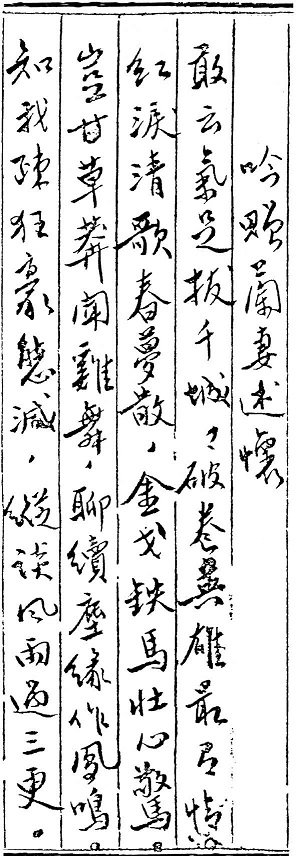
江上青手记《吟赠兰妻述怀》

江上青与王者兰（1911年1月－1985年8月）夫婦仅有两个女儿江泽玲、江泽慧，而未生育男丁。。在江上青去世后，其兄江世俊把自己的儿子江泽民过继與江上青为嗣子，承繼香火。
所以，王者兰是江泽民的叔母和养母，也是江泽民夫人王冶坪的姑姑。
江上青在安徽时与张爱萍、汪道涵过从甚密，张在1980年代为江上青的墳墓题写过墓碑。张爱萍後擔任中国人民解放军上将、国防部部长、国务院副总理。汪道涵後任上海市市长，提拔江澤民，荐以繼上海市長之任。